# قرار مجلس الأمن التابع للأمم المتحدة رقم 1627
قرار مجلس الأمن التابع للأمم المتحدة رقم 1627، المتخذ بالإجماع في 23 سبتمبر 2005، بعد التذكير بالقرارات السابقة بشأن الوضع في السودان، وخاصة القرار 1590 (2005)، مدد المجلس ولاية بعثة الأمم المتحدة في السودان لمدة ستة أشهر 24 آذار / مارس 2006.

## أعمال
تم تمديد ولاية بعثة الأمم المتحدة في السودان بنية إجراء المزيد من التجديدات إذا لزم الأمر. طُلب من الأمين العام كوفي عنان تقديم تقرير كل ثلاثة أشهر عن الوضع، بما في ذلك جهود بعثة الأمم المتحدة في السودان لدعم بعثة الاتحاد الأفريقي في السودان. وأخيراً، صدرت تعليمات إلى البلدان المساهمة بقوات لاتخاذ الإجراءات المناسبة لمنع الاستغلال الجنسي من قبل أفراد البعثة.

## روابط خارجية
- نص القرار في undocs.org